# Герб Калгарі
Герб Калгарі, Альберта, був прийнятий у 1902 році. До 1984 року герб існував лише чорно-білий, коли олдермен попросив місто розробити його в повноколірному варіанті.

## Символи
- Клейнод: Мурована корона із заходячим сонцем, що означає вірність.
- Щит:
  - Глава: західне сонце над Скелястими горами
  - Гербові фігури: бізон поверх зеленого кленового листка (символізує Канаду), який покриває хрест Святого Георгія.
- База: два червоних кленових листка (що символізують Канаду), будяк (для Шотландії), цибулі-пор (для Вельзу), трилисника (для Ірландії) та троянди (для Англії).
- Щитотримачі: кінь і бик, що символізують ранню калгарську економіку.
- Сувій: девіз міста "Вперед" між роками створення міста як міста (1884) та як міста (1894).

Союзний прапор і канадський Червоний прапор схрещені під сувоєм.
Пейзаж у вожді та хрест у тілі щита - це реверс герба Альберти .

## Ди. також
- Прапор Калгарі